# 吉岡みなみ
吉岡 みなみ（よしおか みなみ、1992年11月9日 - ）は、日本の女子バレーボール選手。

## 来歴
鹿児島県鹿児島市出身。
鹿屋中央高等学校、長崎国際大学を経て、2015年にV・チャレンジリーグIのフォレストリーヴズ熊本に入団。2016年に退団。
2017年、フィリピンのプレミア・バレーボール・リーグのイリガ・オラゴンズに入団。チームメイトには宮川紗麻亜がいた。
翌シーズンはF2ロジスティックス・カルゴムーバーズに所属し、2018年PSLグランプリカンファレンスでベストリベロを獲得した。
2018年7月、V.LEAGUE Division2（V2）の群馬銀行グリーンウイングスに入団。2019年にはキャプテンに就任した。2019-20シーズンはチームのV2優勝に貢献し、MVPを獲得した。
2020年6月、退団が発表されたが、10月にコーチ兼選手として復帰。
2024年5月、群馬グリーンウイングスを退団。7月に前年まで馬場ゆりかが所属していたドイツ・ブンデスリーガ1部のVfBズール入団が発表された。

## 受賞歴
- 2018年 - 2018年PSLグランプリカンファレンス（英語版） ベストリベロ
- 2019年 - 2019-20 V.LEAGUE DIVISION2 MVP

## 所属チーム
- 鹿屋中央高等学校
- 長崎国際大学
- フォレストリーヴズ熊本（2015-2016年）
- イリガ・オラゴンズ（英語版）（2017年）
- F2ロジスティックス・カルゴムーバーズ（英語版）（2018年）
- 群馬銀行グリーンウイングス/群馬グリーンウイングス（2018-2024年）
- VfBズール（ドイツ語版）（2024年-）